# Charles Villiers Stanford
Ne doit pas être confondu avec Charles Villiers.
Pour les articles homonymes, voir Villiers et Stanford.
Sir Charles Villiers Stanford est un compositeur britannique irlandais, né le 30 septembre 1852 à Dublin et mort le 29 mars 1924 à Londres.

## Biographie
Fils d'un éminent juriste à la chancellerie de Dublin, Stanford est élevé dans un milieu musical où ses deux parents sont des musiciens chevronnés ; son père s'intéresse plus particulièrement au chant tandis que sa mère est pianiste. Il étudie l'orgue et la composition auprès de Robert Stewart. Ses talents précoces sont relatés dans un article du Musical Times de décembre 1898.
Il se rend à Londres en 1862 pour étudier avec Arthur O'Leary et Ernst Pauer, avant de parvenir en 1870 au prestigieux Queens' College de Cambridge, puis, en 1873, au Trinity College, où il est notamment organiste jusqu'en 1892. Sa nomination au poste de directeur de la société musicale de l'université de Cambridge lui offre une notoriété certaine.
Entre 1874 et 1877, il passe quelques semaines d'études en Allemagne afin de parfaire sa technique de composition avec Carl Reinecke et Friedrich Kiel, avant d'obtenir ses diplômes universitaires à Cambridge. Il rencontre le violoniste Joseph Joachim et le chef d'orchestre Hans von Bülow, qui, par la suite, le soutiennent avec constance.
Engagé comme professeur de composition au Royal College of Music en 1883, il devient également chef du Chœur Bach de Londres Chœur Bach de Londres (en) (The Bach Choir) de 1886 à 1902, et professeur de musique à Cambridge à partir de 1887. Il est aussi chef de l'Orchestre philharmonique de Leeds de 1897 à 1909, ainsi que du festival de Leeds de 1901 à 1910.
Parmi ses élèves, on trouve les compositeurs Arthur Bliss, Herbert Howells, John Ireland, Gustav Holst, Ralph Vaughan Williams, George Dyson, Ernest John Moeran, Rebecca Clarke et le chef d'orchestre Eugène Goossens.
Avec Hubert Parry, Ethel Smyth et Edward Elgar, il est l'un des compositeurs du Royaume-Uni emblématiques de la période victorienne.
Il est fait chevalier le 24 octobre 1902.

## Œuvres

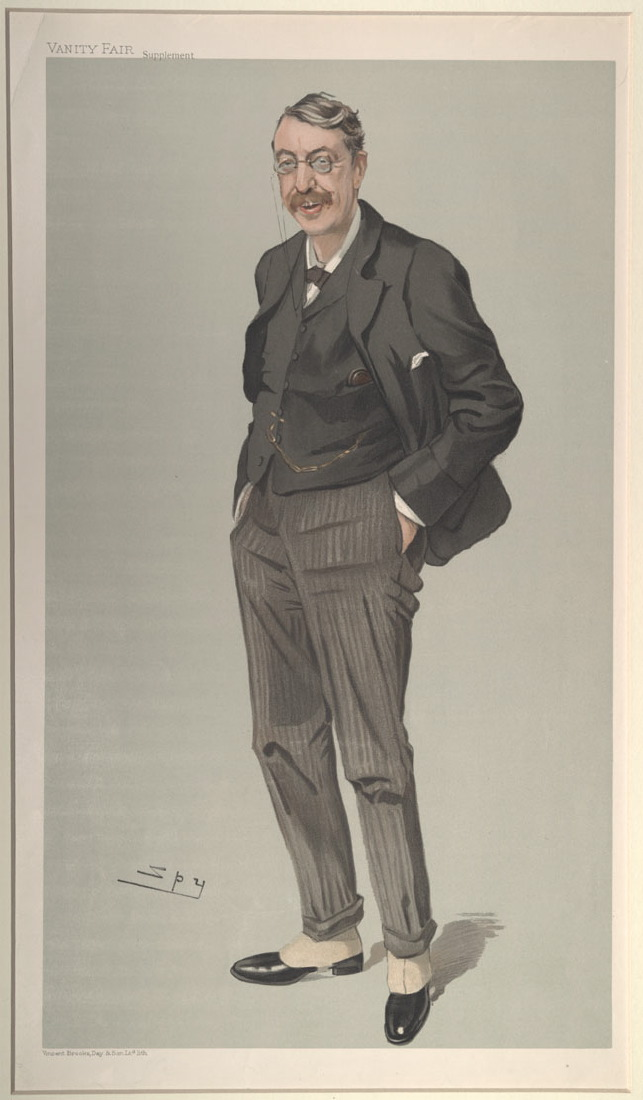
Caricature publiée dans la revue Vanity Fair le 2 février 1905.

Charles Villiers Stanford laisse environ 300 œuvres.

### Orchestre
- Ouverture de concert (1870)
- Symphonie no 1 en si bémol majeur (1876-1877)
- Symphonie no 2 en ré mineur, Elegiac (1882, Cambridge)
- Symphonie no 3 en fa mineur, Irish, op. 28 (17 mai 1887, Londres)
- Symphonie no 4 en fa, op. 31 (14 janvier 1889, Berlin)
- Symphonie no 5 en ré, L'allegro ed il penseroso, op. 56 (1894, créée à Londres en 1895)
- Symphonie no 6 en mi bémol, op. 94 (1905)
- Symphonie no 7 en ré mineur, op. 124 (1912)
- Œdipes Rex Prélude, op.29 (1887)

### Concertantes
- Concerto pour piano no 0 en si bémol, sans op. (1873)
- Concerto pour piano no 1 en sol majeur, op. 59 (1894)
- Concerto pour piano no 2 en ut mineur, op. 126 (1911-1915)
- Concerto pour piano no 3 en mi bémol majeur, op. 171 (1919)
- Variations sur des thèmes anglais (Down among the Dead Men) pour piano et orchestre, op. 71 (1898)
- Suite pour violon, op. 32 (1888)
- Concerto pour violon en ré majeur, sans op. (1875)
- Concerto pour violon en ré majeur, op. 74 (1899)
- Rondo pour violoncelle en fa majeur, sans op. (1869)
- Concerto pour violoncelle en ré mineur, sans op. (1880)
- Ballata & Ballabile pour violoncelle, op.160 (1918)
- Concerto pour clarinette en la mineur, op. 80 (1902-1903)
- Pièce de concert (Konzertstück) pour orgue et orchestre, op. 181 (1921)

### Rhapsodies irlandaises
- Rhapsodie irlandaise no 1 en ré mineur, op. 78, dédiée à Hans Richter
- Rhapsodie irlandaise no 2 en fa mineur, op. 84 « Ossian »
- Rhapsodie irlandaise no 3 pour violoncelle, op. 137 (1913)
- Rhapsodie irlandaise no 4 en la mineur, op. 141 (1913)
- Rhapsodie irlandaise no 5 (1917)
- Rhapsodie irlandaise no 6 pour violon, op. 191 (1922)

### Opéras
Sa première composition marquante est la musique de scène composée en 1876 d'après le Queen Mary d'Alfred Tennyson.
- The Veiled Prophet (Hanovre 1881, d'après le poème The Veiled Prophet of Khorassan de Thomas Moore)
- Savonarola (Hambourg 1884)
- The Canterbury Pilgrims (Drury Lane 1884)
- Shamus O'Brien (Opéra-Comique 1896)
- Christopher Patch (1897)
- Much Ado About Nothing (en) (Covent Garden 1901)
- The Critic (Londres 1916)
- The Travelling Companion, en quatre actes (Liverpool 1925)

### Chorales
Stanford est particulièrement connu pour ses œuvres chorales, parmi lesquelles deux oratorios, un requiem (1897), un Stabat Mater (1907) ainsi que des œuvres profanes plus courtes telles The Revenge (1886), The Voyage of Maeldune (1889), Songs of the Sea (1904) et Songs of the Fleet (1910).
Sa musique composée pour l’Église anglicane reste souvent jouée. 
- Anthems et motets
  - And I Saw Another Angel, op. 37 no 1
  - For lo, I raise up, op. 145
  - If Thou Shalt Confess, op. 37 no 2
  - The Lord is my Shepherd (1886)
  - Three Latin Motets, op. 38
    - Justorum animae
    - Coelos ascendit hodie
    - Beati quorum via

- Musique pour les offices
  - Jubilate Deo et Te Deum en si bémol, op. 10
  - Magnificat et Nunc dimittis en la, op. 12
  - Magnificat et Nunc dimittis en si bémol, op. 10
  - Magnificat et Nunc dimittis en ut, op. 115
  - Magnificat et Nunc dimittis en ré pour chœur (1923)
  - Magnificat et Nunc dimittis en mi bémol (1873)
  - Magnificat et Nunc dimittis en fa, op. 36
  - Magnificat et Nunc dimittis en fa (Queens' Service) (1872)
  - Magnificat et Nunc dimittis grégorien (1907)

- Autres
  - The Blue Bird
  - Magnificat en si bémol pour double chœur
  - Pater Noster (1874)
  - Six Irish folksongs, arrangement pour chœur soprano, alto, ténor et basse (SATB) a cappella, op. 78 (1901)

### Orgue
- Fantaisie et toccata en ré mineur, op. 57 (1894, révisée en 1917)
- Six préludes pour Orgue, op. 88 (1903-1905)
- Six courts préludes et postludes, première série, op. 101 (1907)
- Fantaisie et fugue en ré mineur, op. 103 (1907)
- Six courts préludes et postludes, deuxième série, op. 105
- Marche d'installation, op. 108 (1908) (transcription)
- Te Deum and Canzone, op. 116
- Idylle et fantaisie, op. 121 (1910)
- Sonate pour orgue no 1 en fa majeur, op. 149 (1917)
- Sonate pour orgue no 2 Eroica, op. 151 (1917)
- Sonate pour orgue no 3 Britannica, op. 152 (1918)
- Sonate pour orgue no 4 Celtica, op. 153 (1920)
- Sonate pour orgue no 5 Quasi una fantasia, op. 159 (1921)
- Six préludes occasionnels en deux livres, op. 182 (publiés en 1930)
- Fantaisie sur le ton Intercessor, op. 187 (1922)
- Quatre intermèdes, op. 189 (1923)
- Trois préludes et fugues, op. 193 (1923)
- Trois idylles pour orgue, op. 194
- Jesu dulcis memoriae, prélude pour orgue (1879)
- Huit préludes de choral pour orgue
- Prélude de choral sur Why Does Azure Deck the Sky ? (1924)
- Prélude et fugue en mi mineur pour orgue (1875)
- Toccata et fugue en ré mineur (1907)